# Cipressa
Cipressa est une commune italienne de la province d'Imperia dans la région Ligurie en Italie.
L'accès à Cipressa depuis la route sur la côte se fait par une petite route pentue, la Cipressa. Cette route est régulièrement traversée par la classique cycliste Milan-San Remo. 

## Administration
| Période                                  | Période | Identité | Étiquette | Qualité |
| ---------------------------------------- | ------- | -------- | --------- | ------- |
|                                          |         |          |           |         |
| Les données manquantes sont à compléter. |         |          |           |         |

### Hameaux
- Lingueglietta

### Communes limitrophes
Civezza, Costarainera, Pietrabruna, Pompeiana, San Lorenzo al Mare, Santo Stefano al Mare, Terzorio